# دهه ۷۳۰ (میلادی)
دهه ۷۳۰ (میلادی) دهه هفتاد و سوم تقویم میلادی است.

## درگذشتگان
‎